# 肖恩·奥唐纳
肖恩·奥唐纳（英語：Sean O'Donnell，1996年5月28日—），是一位美国的制作人和演员。因电影《妈妈男孩》在美国广为人知，奥唐纳在电影中扮演怀孕高中生。